# Gabrielle Blunt
Gabrielle Hilda Blunt (8 de janeiro de 1919 Kent, Reino Unido — 10 de junho de 2014 Londres, Reino Unido) foi uma atriz britânica, que teve uma carreira muito longa no cinema e na televisão.
O primeiro papel significativo de Blunt foi no filme Whisky Galore!. Ela tornou-se mais conhecida por seus papéis em comédias britânicas, aparecendo em Happy Ever After, Shine on, Harvey Moon!, Roll Over Beethoven, One Foot in the Grave, Drop the Dead Donkey e The Thin Blue Line (série).